# Muzejní spolek Žluticka
Muzejní spolek Žluticka je jedním ze spolků ve Žluticích.
Dne 8. dubna 1997 se ve Žluticích sešlo několik zájemců o místní historii a založili Muzejní spolek Žluticka s předsevzetím
- provádět sběr historických dokumentů a věcí, které mají vztah k minulosti i současnosti Žluticka
- založit knihovnu literatury, časopisů a dokumentů s tematikou historie Žluticka,
- podněcovat publikační činnost o historii žlutického regionu v místním tisku a provádět vlastní publikační činnost,
- spolupracovat s krajským muzeem a muzejními spolky či muzei rodáků ze Žluticka žijícími v Německu,
- dávat podněty samosprávným a jiným institucím k řádné péči o místní kulturní, stavební, historické, přírodní a jiné památky.

Za dosavadní období činnosti se řadu programových cílů daří naplnit a činnost se rozšířila zejména o práci členů na opravách a údržbě historických památek, pořádání tematických přednášek pro veřejnost, poznávací výlety za historií po regionu a pořádání kulturních a společenských akcí.
Mezi nejvýznamnější realizované akce patří:
- návštěva „žlutického“ muzea v Německu v Bad Sooden – Allendorf v r. 2005
- dvě komentované prohlídky archeologického naleziště na Vladaři (r. 2006 a 2007)
- kompletní organizace výstavy, přednášek „Žlutický kancionál 1558 – 2008“ pro Město Žlutice, součástí bylo na pár hodin i vystavení originálu (2008)
- podíl na instalaci pamětních desek rodáků – houslistů J. Gerstnera a E. Wirtha (2009)
- podíl na vydání poštovní známky s motivem ze Žlutického kancionálu a J. Gerstnera (2010 a 2011)
- znovu připomenutí žlutického karetního vzoru – historických mariášových karet – pro žlutickou veřejnost (2013)
- svěcení kaple Sv. Jakuba (2014)
- Pocta Hansi Gerstnerovi (2016)
- Den pro Karla IV. (2016)
- svěcení kaple Panny Marie (2016)
- účast na putovní výstavě Má vlast cestami proměn (2017)

Mezi nejvýznamnější ediční akce patří:
- Žlutice : procházka po městě a okolí; 2000, ISBN neuved.
- Žlutický kancionál 1558-2008 : 450 let Žlutického kancionálu; ISBN 978-80-87194-04-1
- Dějiny města Žlutic v chronologickém podání; ISBN 978-80-260-2660-0
- Žlutické karty a nejen o nich; ISBN 978-80-260-4358-4
- Život pro hudbu - výbor z pamětí Hanse Gerstnera; ISBN 978-80-260-9312-1
- Dědictví aneb obnova drobných sakrálních staveb na Žluticku; ISBN 978-80-270-3171-9
- Žlutice - cesta historií; ISBN neuved.

U zrodu Muzejního spolku Žluticka stál někdejší pracovník žlutického muzea Jaroslav Vosecký, který byl jeho prvním předsedou. Dalšími předsedy spolku byli Josef Sýkora a Petr Brodský, současnou předsedkyní je Hana Hnyková. Spolek se pravidelně schází každé první pondělí v měsíci.